# Hoherius meinertzhageni

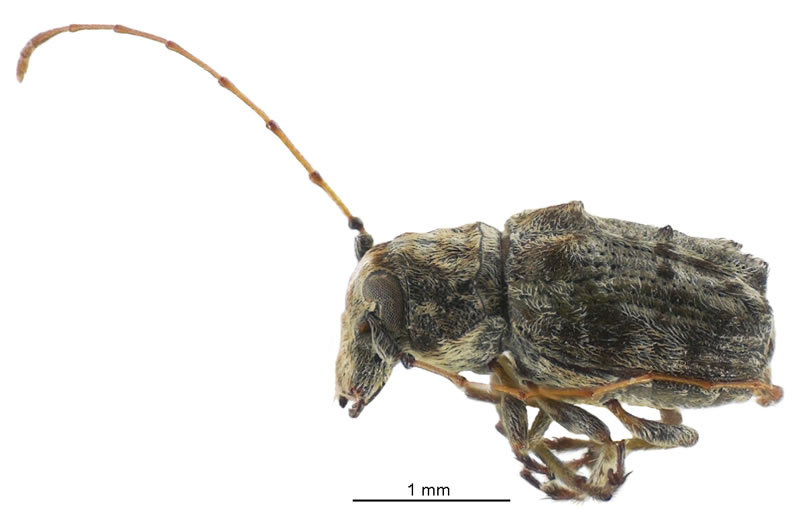

Hoherius meinertzhageni (лат.) — вид жуков из семейства ложнослоников, единственный в составе рода Hoherius. Эндемик Новой Зеландии .

## Распространение
Океания: Новая Зеландия.

## Описание
Мелкий жук-ложнослоник. Основная окраска зеленовато-коричневая. Мандибулы самцов крупные, плоские, усики очень длинные, в несколько раз превосходят длину тела. Длина тела от 3 до 6,7 мм, ширина от 1,5 до 2,6 мм. Имаго наблюдаются с сентября по апрель. Среди кормовых растений Hoheria glabrata, Plagianthus regius и Plagianthus divaricatus.
У Hoherius meinertzhageni наблюдаются внутриполовые и внутривидовые вариации размеров тела, размера головы и формы. Крупные самцы обладают расширенной щитоподобной головой, которая намного меньше у самок и самцов с мелким телом. Самцы были значительно больше по размеру головы и тела, чем самки, и демонстрировали более высокие уровни вариаций в размерах головы и мандибул. Самцы демонстрировали внутриполовой диморфизм по ширине головы и длине мандибул, но не по длине головы или антенн. В целом, размер головы и мандибул самца показывает гипераллометрию, но мелкие самцы показали значительно более крутые аллометрические наклоны по сравнению с крупными самцами и самками. Геометрическая морфометрия выявила чёткие различия в форме головы между всеми группами (крупные и мелкие самцы, самки). Самцы демонстрируют большее изменение формы на единицу размера, чем самки. Кроме того, наблюдаются значительные различия в длине траектории, но не в угле наклона между второстепенными и крупными самцами. Предварительные поведенческие наблюдения подтверждают гипотезу о том, что морфология оружия (крупные жвалы и голова) соответствует альтернативной тактике спаривания.

## Систематика
Вид был впервые описан в 1880 году новозеландским энтомологом Томасом Броуном (1838—1919) под названием Anthribus meinertzhageni Broun, 1880. В 1982 году новозеландский колеоптеролог Беверли Холловей выделила его в отдельный род Hoherius Holloway, 1982.
Систематическое положение внутри подсемейства ложнослоников Anthribinae остаётся неясным и он помещён в сборную группу Incertae Sedis. Родовое название происходит от имени кормового растения Hoheria glabrata. Вид назван в честь коллектора типовой серии Mr. Meinertatzhagen из Waimarama.